# Свято-Никольский храм (Севастополь)
Храм-пирамида Святого Николая — православный храм-памятник в Севастополе, на Братском мемориальном кладбище. Один из главных архитектурных символов Севастополя. Уникальный образец культовой архитектуры второй половины XIX века: храм-пирамида, одновременно памятник защитникам Севастополя в период Крымской войны.

## История храма
Предложения о строительстве храма появились сразу после окончания Крымской войны. В сентябре 1856 года Александр II дал разрешение на сооружение храма на «добровольные пожертвования», которые  поступали со всей России. Люди всех сословий – офицеры и чиновники, солдаты и матросы - присылали деньги на увековечивание памяти о погибших. Но денег не хватало. Поэтому храм строился не 3 года, как планировалось в 1857 г., а 13 лет - до 1870 года . 
Пирамидальная церковь построена на Братском кладбище (Северная сторона). 
Архитектор А. А. Авдеев за проект этого храма был удостоен звания академика архитектуры. Выбрав форму египетской пирамиды, автор стремился передать идею вечности. Пирамиду венчает массивный 16-тонный крест. 
Благодаря удачно выбранному образу и местоположению, здание храма является архитектурной доминантой Северной стороны Севастополя. Отлично просматривается со многих точек центральной части города и его окрестностей.
С внешней стороны, на стенах церкви, размещены 56 диоритовых досок, с наименованием частей, которые отстаивали Севастополь в первую оборону 1854—1855 гг., с обозначением их численного состава, и количества павших в боях. 
В стены с внутренней стороны вмонтированы 38 досок из чёрного мрамора с именами 943 офицеров, генералов и адмиралов, погибших в дни обороны Севастополя 1854—1855 гг. В церковь вели бронзовые литые двери утонченной работы Адольфа Морана.
В ризнице  хранился образ Христа Спасителя, пострадавший во время бомбардировки города, надпись на котором гласила: "1855 года, июня 10-го, разорвавшегося в доме неприятельского снаряда, все украшения, риза и рама были уничтожены в прах, а изображение Спасителя осталось невредимо"
Изнутри церковь была расписана в византийском стиле. Стены её украшала прекрасная фресковая живопись, выполненная художниками-академиками А. Е. Карнеевым и А. Д. Литовченко. Однако от влажности фрески быстро портились, и вскоре их заменили мозаикой, которая точно копировала прежнюю живопись. Мозаику выполнили в Венеции, в мастерской итальянского художника Сальвиати, по эскизам художника М. Н. Протопопова.
В годы Второй обороны (1942—1944) храм-памятник сильно пострадал: верхушка здания была разрушена, огромный крест рухнул на землю, часть его откололась. Здание восстановлено после Великой Отечественной войны в прежнем виде. 
В настоящее время церковь-памятник действует. Продолжается реставрация, в частности, восстановление диоритовых досок и мозаик. Свято-Никольский храм является одним из центров духовной жизни моряков Черноморского флота ВМФ России.

## Крест храма
С просьбой восстановить разрушившийся исторический крест в 2010 году обратились к губернатору ЯНАО Д. Н. Кобылкину моряки Большого десантного корабля «Ямал» — постоянные прихожане храма.
В 2012 году Екатеринбургский художественный фонд воссоздал самый большой в мире крест из установленных на куполе храма, благодаря содействию в восстановлении святыни общественных и национально-культурных организаций Ямало-Ненецкого автономного округа.

### Описание креста
Крест-навершие для Свято-Никольского храма-памятника выполнен из серого гранита, высота креста — 7,5 метров, вес — около 24 тонн. Крест Свято-Никольского храма — самая высокая точка Севастополя, виден с любой стороны города и акватории Чёрного моря.
Все этапы работы над крестом от подготовки проектной документации до установки на купол храма осуществлялись под руководством Сергея Титлинова специалистами Екатеринбургского художественного фонда и подрядных организаций.
В конце июня 2012 года крест был доставлен в Севастополь из Екатеринбурга. До того, как крест был поднят на высоту 27 метров и установлен на куполе, он находился на специально созданной опоре перед Свято-Никольским храмом. За это время приложиться к символу христианской веры смогли тысячи прихожан.
29 июля 2012 года, в День Военно-Морского флота России прошел обряд освящения воссозданного креста. В мероприятии приняли участие представители власти и духовенства. Освящение креста проводил Митрополит Симферопольский и Крымский Лазарь. После освящения крест был установлен на куполе храма.